# 주윤식
주윤식(株允植, 1960년 10월 23일 ~ )은 대한민국의 제6·7대 전라남도 순천시의원이었다.

## 학력
- 조선대학교 경양학부 중퇴
- 순천제일대학교 사회복지학과 졸업

## 경력
- 순천경실련 집행위원
- 국제라이온스클럽 355-B지구 지역부총재
- 이수라이온스 회장
- 순천시 검도협회장
- 남도방송 신문 대표이사
- ㈜남도청과 (농산물도매시장) 대표이사
- 삼산중학교 운영위원
- 상사초등학교 운영위원
- 율산초등학교 운영위원
- 2010.07 ~ 2014.06 제6대 전라남도 순천시의회 의원
- 2010.07 ~ 2012.07 제6대 전라남도 순천시의회 전반기 문화경제위원회 위원
- 2010.07 ~ 2012.07 제6대 전라남도 순천시의회 전반기 예산결산특별위원회 위원
- 2012.07 ~ 2014.06 제6대 전라남도 순천시의회 후반기 도시건설위원회 위원장
- 2014.07 ~ 2018.06 제7대 전라남도 순천시의회 의원
- 2014.07 ~ 2016.07 제7대 전라남도 순천시의회 전반기 문화경제위원회 위원
- 2014.07 ~ 2016.07 제7대 전라남도 순천시의회 전반기 예산결산특별위원회 위원
- 2014.08 ~ 2015.09 제7대 전라남도 순천시의회 순천만정원국가정원지정지원특별위원회 위원
- 2016.07 ~ 2018.06 제7대 전라남도 순천시의회 후반기 부의장
- 2016.07 ~ 2018.06 제7대 전라남도 순천시의회 후반기 행정자치위원회 위원
- 2016.07 ~ 2018.06 제7대 전라남도 순천시의회 후반기 예산결산특별위원회 위원

## 역대 선거 결과
|  | 63.16% |

|  | 20.67% |

|  | 35.20% |